# 愛知県立一宮興道高等学校
愛知県立一宮興道高等学校（あいちけんりつ いちのみやこうどうこうとうがっこう）は愛知県一宮市にある公立の高等学校。

## 沿革
- 1981年（昭和56年）11月19日 - 愛知県教育委員会が一宮地区に県立高等学校の設置を決定する。
- 1982年（昭和57年）7月17日 - 第一期建築工事の起工式が行われる。
- 1982年（昭和57年）12月21日 - 校名が「愛知県立一宮興道高等学校」となることが決定する。
- 1983年（昭和58年）4月1日 - 初代校長森巌のもと開校する。
- 1983年（昭和58年）4月5日 - 武道場において入学式を挙行。第1回生は374名。
- 1984年（昭和59年）6月30日 - 第二期校舎棟が完成する。
- 2002年（平成14年）10月31日 - 創立20周年記念式典挙行。
- 2012年（平成24年）11月1日 - 創立30周年記念式典挙行。

## 概要
1983年（昭和58年）開校。略名は「一宮興道」「興道」。
2005年（平成17年）の募集人員は320人であったが2006年度（平成18年度）から280人に削減されている。しかし、2010年度（平成22年度）から再び320人に増加した。これは市中心部の人口増によるもの。しかし2014年度（平成26年度）から40人減の280人に再び削減される。
「興道」の名称は近くに位置する一宮市立大和東小学校の旧名「興道尋常小学校」からとったものである。そもそもの由来は漢書司馬相如伝の語句「奔然興道而遷義」で、さかんに道をおこし、その道をおしひろめるという意味である。
開校時は1学年10クラスだったが、第2次ベビーブーム世代が高校生だった1990年（平成2年）頃には一時的に1学年12クラスあった。

## 校舎
校舎の形は興の文字をモチーフに作られている。
各教室の廊下側に窓がなく、かわりに通風のための扉があるが、廊下が閉鎖型のせいもあって風通しが非常に悪い。そのため夏の教室内は非常に暑い。グラウンド側の窓を開けると砂が入り込み教室内が砂だらけになる。設立当初は老人ホームとして建設する予定だった為、開校当初から空調を前提とした設計であると言われていたが、2006年度（平成18年度）に3年生の教室に、翌2007年度（平成19年度）にはすべての教室にクーラーが設置された。しかし、一部の教室によっては上に述べたように校舎の形が整っていないため天井が無駄に広く、空調にも無駄がある。
校舎は建築してから四半世紀を超えても改修工事を行っていないため、外装は壁の色が落ち、内装では床に貼られているシート（この学校の校舎には木材はほとんど使われていない）やコモンホール（多目的広場）の絨毯が剥がれているなどいたみが目立つ。また屋根の構造が複雑なためか、体育館や校舎の雨漏りが激しく、室内の壁が雨漏りによって剥がれているところもある。なので、雨の日の体育館にはビニールシートや新聞紙の上に大量のバケツが置かれていることがある。但し2015年（平成27年）9月より体育館改修工事が始まった。雨漏り防止の抜本的対策がとられることになっている。

## 課外活動
野球部は1986年（昭和61年）に初めて県大会に出場した。
陸上部は1990年（平成2年）、1991年（平成3年）、2007年（平成19年）に名岐駅伝に出場した。
市内では数少ないバドミントン部がある。

## 出身者
- 野々部尚昭 - 稲沢市議会議員、広島修道大学非常勤講師。
- 酒井秀彰 - 水泳選手、2008年（平成20年）ワールドカップモスクワ大会3位。

## 最寄り駅
- 名鉄名古屋本線 島氏永駅から徒歩10分強程度。